# Neotragus
Neotragus é um gênero de mamíferos bovídeos, da subfamília Antilopinae. Juntamente com o gênero Nesotragus, integra a tribo Neotragini. Contém uma única espécie, o antílope-real (Neotragus pygmaeus).